# 鹿苑院
鹿苑院（ろくおんいん）は、かつて臨済宗相国寺派大本山相国寺（京都府京都市上京区）にあった塔頭。また、室町幕府第3代将軍足利義満の院号でもある。

## 歴史
足利義満は、永徳2年（1382年）に自らが開基となって相国寺の建立を開始した。鹿苑院はその翌年に義満自身の禅の道場として、そこにあった安聖寺を撤去して創建された。
応永5年（1398年）、義満は相国寺の住持であった絶海中津を退任させて、代わりにその塔頭である鹿苑院の院主に任命した。ついで、そのまま絶海中津を僧録に任じた。僧録とは五山を含む全臨済宗寺院の寺務を統括する役職であるが、これ以来僧録は鹿苑院院主が兼務することとなり、鹿苑僧録と呼ばれ権勢を振るうこととなる。
しかし、江戸時代になると幕府により僧録職を廃止され、その後金地院崇伝が任命された。以降金地院院主が担う事になる。
鹿苑院は明治に入ると、廃仏毀釈によって荒廃し、廃絶した。その際の混乱で、院内にあったとされる義満の墓も失われてしまった。跡地は同志社大学今出川キャンパスの敷地の一部となっている。

## 寮舎
- 蔭涼軒
軒主は足利家の当主で、足利家の休憩所的な建物であったとされる。長官を蔭涼職といい鹿苑院の実務をとりしきった。
足利義持が、参禅聴法のために、相国寺鹿苑院内に書院として設けたのが始まりで、これに留守僧を置き、将軍と相国寺僧録との連絡にあたらせた。義持の死後、一旦廃絶するが、義教が再興、留守僧を軒主と称し、僧録の補佐の位置付け（申次）となる。すなわち各寺院からの上申を蔭涼軒にて吟味・調整し、僧録に上げ、僧録が将軍に決裁を仰ぎ、決裁内容を僧録・蔭涼軒と戻して各寺院へ返答するものであったが、季瓊真蘂が軒主となると、僧録を差し置いて、直接将軍に上申するようになり、僧録へは事後の報告のみとなった。この蔭涼軒主の記した公用日記が『蔭凉軒日録』であって、公務記録はもちろん当時の幕府政治をうかがう上で興味深い記事が多く、禅宗史，日明貿易の史料としても重要である。